# Брюс, Эдвард, 1-й лорд Кинлосс

Герб Брюсов, лордов Кинлосса, из Pont Manuscript

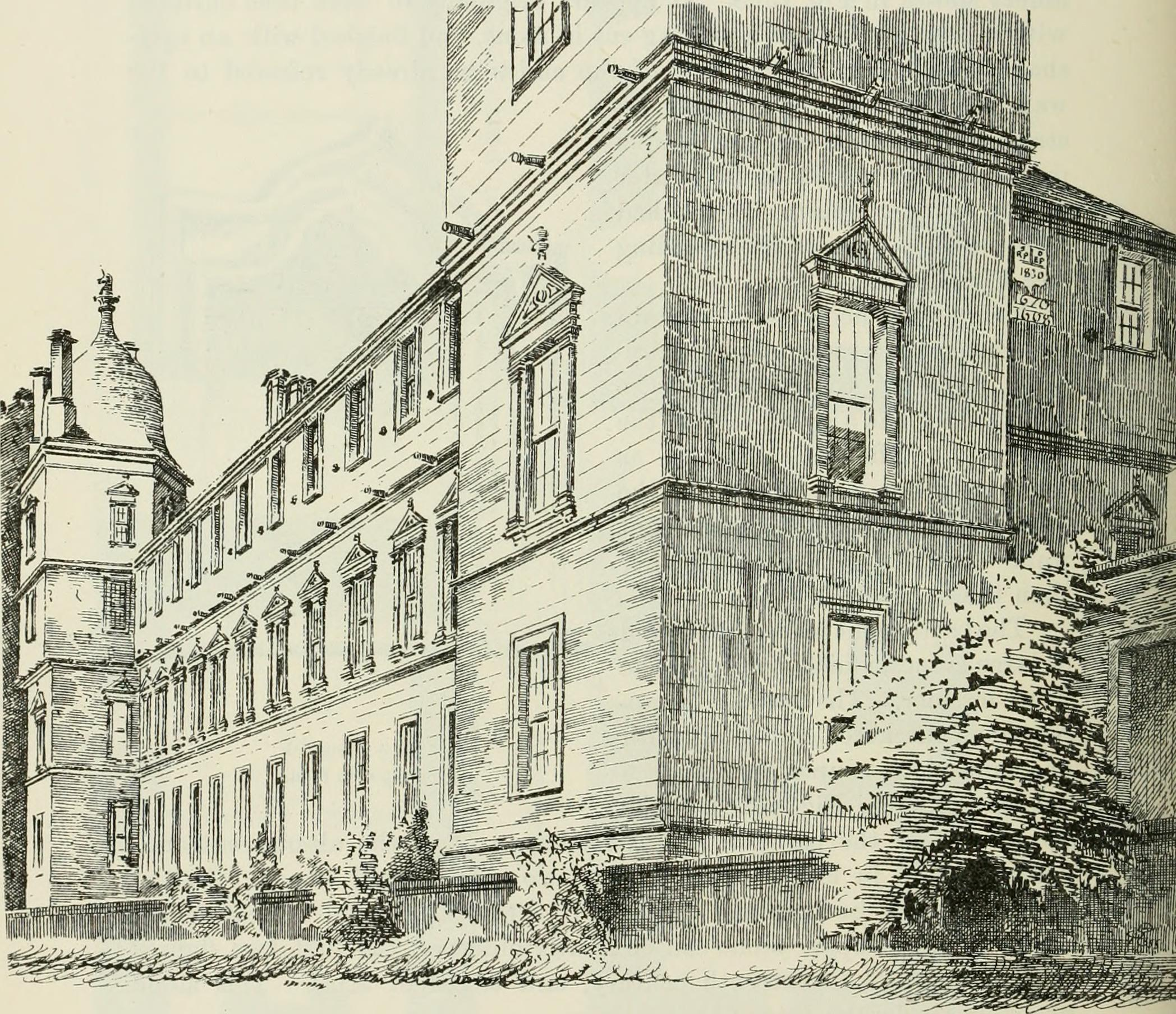
Лорд Кинлосс построил дом в аббатстве Калросс в 1608 году

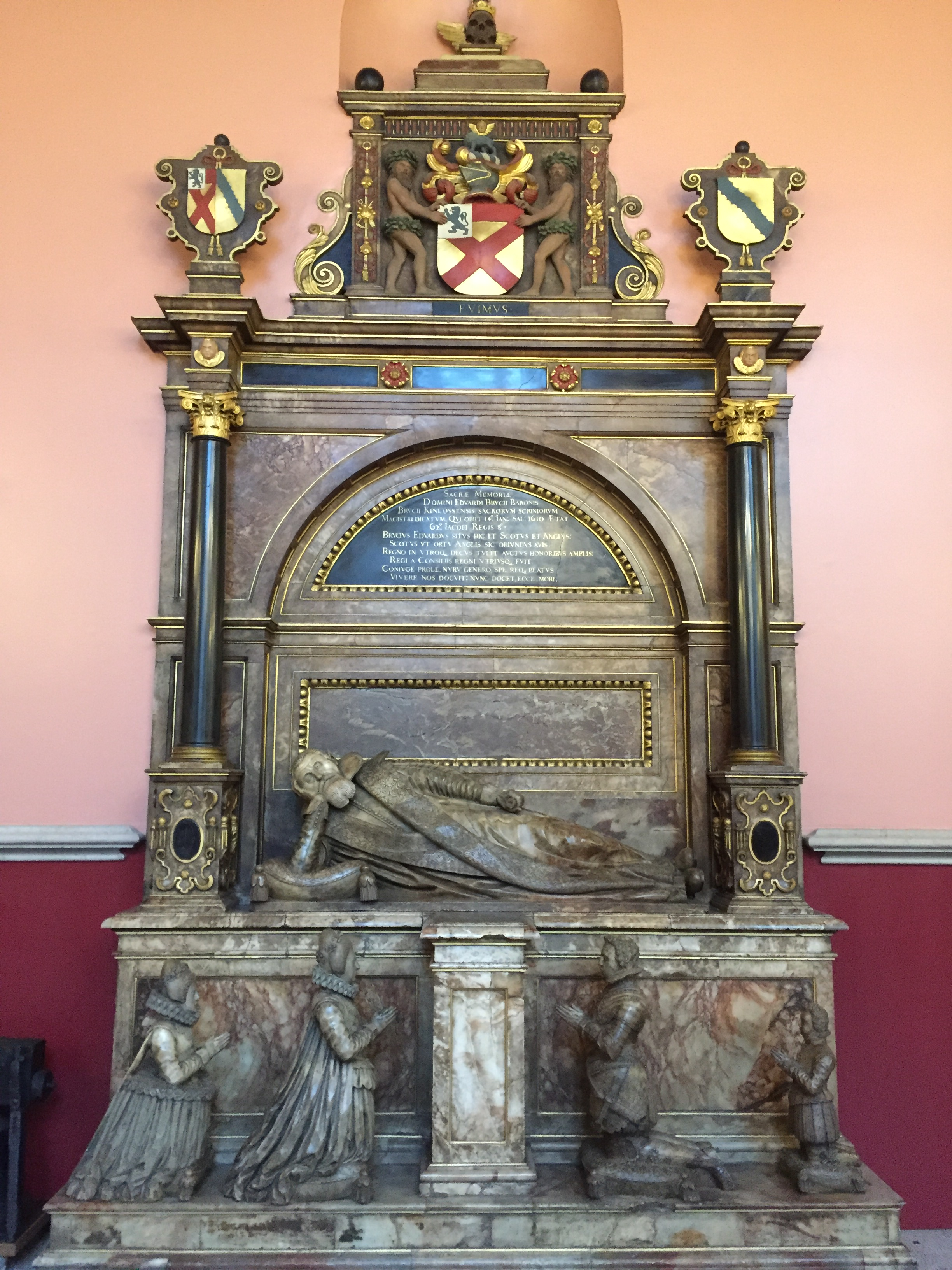
Могила Кинлосса в тогдашней часовне Роллс, ныне являющейся частью библиотеки Моэна Королевского колледжа Лондона

Эдвард Брюс, 1-й лорд Кинлосс (англ. Edward Bruce, 1st Lord Kinloss; 1548 — 14 января 1611) — шотландский юрист и судья.

## Происхождение
Второй сын Эдварда Брюса из Блерхолла (1505—1565) и Элисон Рид.

## Карьера
В 1594 году шотландский король Яков VI Стюарт отправил Эдварда Брюса послом в Лондон и выдал ему на расходы 1000 шотландских фунтов . Вместе с Джеймсом Колвиллом его послали просить королеву Елизавету послать своего представителя на крещение принца Генриха, обсудить вопрос графа Ботвелла, католиков в Шотландии и попросить ежегодную сумму денег, которую Елизавета Тюдор дала Якову VI. Они должны были обеспечить выплату денег Томасу Фулису. Он также потребовал выдачи ювелира королевы Анны Датской Якоба Крогера, который сбежал в Англию с драгоценностями королевы.
В апреле 1598 года Эдвард Брюс вновь был отправлен в Лондон за деньгами к королеве Елизаветы Тюдор, от которой он получил 3 000 фунтов стерлингов. Он ходатайствовал в судебном деле в Лондоне за своего брата Джорджа Брюса из Карнока, чей корабль «Брюс» был вынужден взять на борт группу африканцев и португальцев, пленников английских капитанов. Он также успешно добился освобождения Роберта Кера из Сессфорда, которого удерживал архиепископ Йоркский в Бишопторпе . По возвращении в Эдинбург Эдвард Брюс встречался с королем Яковом VI в его кабинете во Холирудском дворце в течение четырёх часов.
Он был назначен комендантом аббатства Кинлосс в 1601 году и стал бароном Мюртона. Он служил лордом сессии с 1597 по 1603 год и был назначен лордом Кинлоссом 2 февраля 1602 года.
После посольства графа Мара и Брюса в Лондон в апреле 1601 года сумма, выплаченная в качестве субсидии королю Якову VI, была увеличена по убеждению сэра Роберта Сесила. Брюс участвовал в «Секретной переписке Якова VI», инициативе, направленной на то, чтобы помочь Якову взойти на трон Англии.
Он сопровождал короля Яковом VI Стюарта в Англию при его вступлении на престол в 1603 году. В июне король послал его поприветствовать Карла Аренбергского, который прибыл в качестве посланника от губернаторов Нидерландов Изабеллы и Альберта, чтобы поздравить Якова, но заболел подагрой.
Эдвард Брюс стал английским подданным, был принят в Тайный совет и назначен пожизненным магистром свитков. В 1603 году он также получил замок Уорлтон и его поместье, которое оставалось в собственности семьи Брюс до конца XIX века.
8 июля 1604 года Эдвард Брюс стал 1-м лордом Брюсом из Кинлосса с правом наследования для его наследников мужского пола. В письме графа Солсбери графу Шрусбери, написанном в 1608 году, упоминается тяжелая болезнь Брюса.
Эдвард Брюс скончался в Лондоне в январе 1611 года. Ему наследовал его старший сын Эдвард Брюс, ставший 2-м лордом Кинлосса.
Примерно в 1610 году была составлена инвентаризация его предметов домашнего обихода и столового серебра. У него было семь гобеленов для его большой комнаты и набор позолоченных кожаных драпировок для галереи. Его изображения включали герб короля, портрет короля Дании Кристиана IV, королевы Персии, королевы Турции, Париса и Елены, портрет монахини и портрет француженки.

## Брак и дети
Эдвард Брюс женился на Магдалине Кларк, дочери шотландского купца Александра Кларка (? — 1591) и Мэрион Примроуз, дочери королевского врача Гилберта Примроуза. Среди их детей были:
- Эдвард Брюс, 2-й лорд Кинлосс (1594—1613), который был убит на дуэли с Эдвардом Сэквиллем в Берген-оп-Зуме и похоронен там, за исключением его сердца, которое было похоронено в аббатстве Калросс в серебряном футляре в форме сердца, зажатом железом между двумя камнями. Захоронение сердца было обнаружено в 1808 году и перезахоронено[13] .
- Кристиан Брюс (1595—1675), в 1608 году вышла замуж за Уильяма Кавендиша, 2-го графа Девоншира[14]
- Роберт Брюс, барон Скелтон (ок. 1593 — до 1611)[15]
- Томас Брюс, 1-й граф Элгин (1599—1663)
- Джанет Брюс (которая, возможно, родилась незаконно от другой матери)[1], вышедшая замуж за Томаса Далейля из Биннса и была матерью генерала Томаса Далейля из Биннса.

После его смерти в 1616 году его вдова вышла замуж во второй раз за сэра Джеймса Фуллертона (1563—1631), депутата парламента и придворного. Пуританский писатель Уильям Гуж посвятил свою книгу «Путеводитель по пути к Богу» ей и сэру Джеймсу.